# Albert Charles Seward

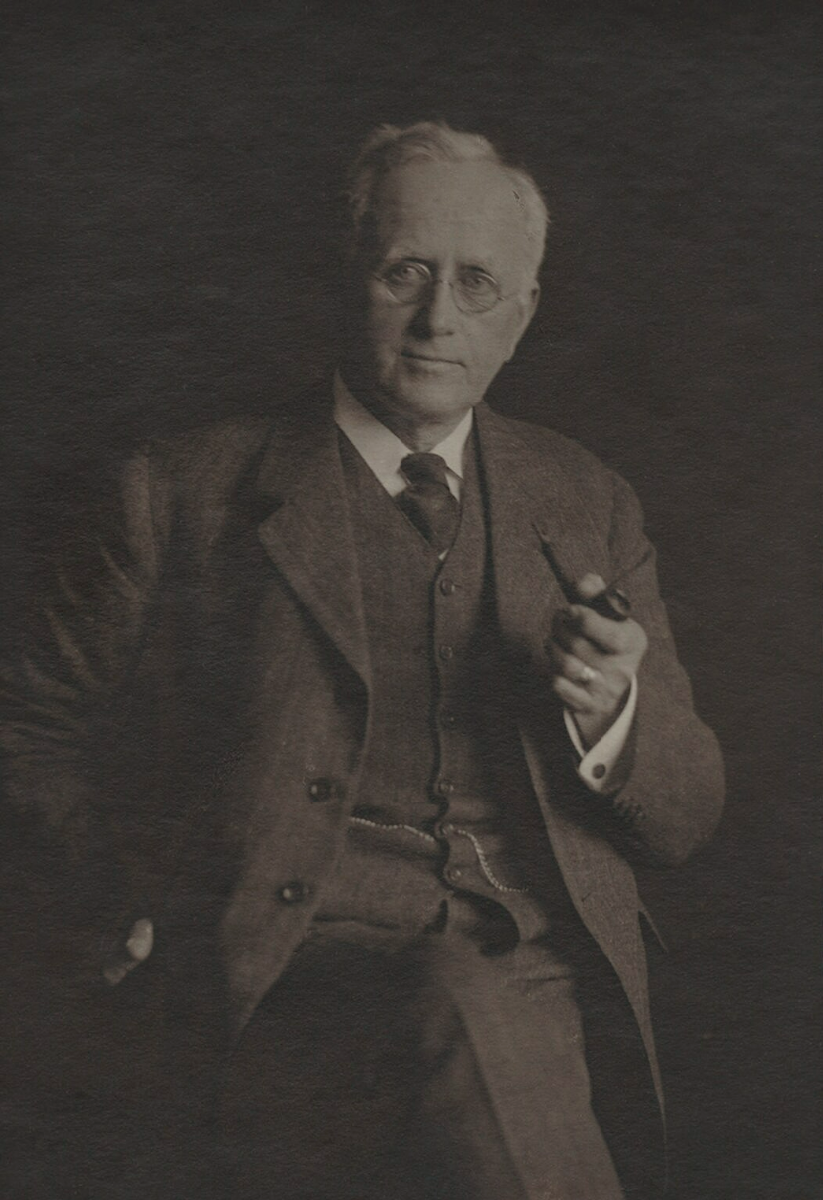
Albert Charles Seward (1920)

Albert Charles Seward  (* 9. Oktober 1863 in Lancaster; † 11. April 1941 in Oxford) war ein britischer Botaniker und Geologe.
Als Botaniker war er hauptsächlich auf den Gebieten der Bryologie (Moose), Paläobotanik und Phykologie (Algen) tätig;
sein botanisches Autorenkürzel lautet „Seward“.

## Leben
Seward war von 1906 bis 1936 Nachfolger von Harry Marshall Ward als Professor für Botanik an der Cambridge University. Im Jahre 1898 wurde er Fellow der Royal Society. 1908 wurde er mit der Murchison Medal der Geological Society of London, 1930 mit der Wollaston Medal sowie 1934 mit der Darwin Medal der Royal Society ausgezeichnet. Die Königliche Akademie von Belgien nahm ihn im Dezember 1929 als assoziiertes Mitglied auf. 1932 wurde er in die American Academy of Arts and Sciences gewählt.
Von 1922 bis 1924 war Seward Präsident der Geological Society of London. 1931 war er Präsident der International Union of Biological Sciences und 1939 Präsident der British Association for the Advancement of Science.
Der australische Polarforscher John Rymill benannte eine bei der von ihm geleiteten British Graham Land Expedition (1934–1937) entdeckte Gebirgsgruppe auf der Antarktischen Halbinsel nach Seward.

## Werke
- The Wealden Flora. 2 Bde. 1894/95.
- Fossil Plants. 4 Bde. 1898–1919.
- The Jurassic Flora. 2 Bde. 1900–1904.
- Darwin and Modern Science: Essays in Commemoration of the Centenary of the Birth of Charles Darwin and of the Fiftieth Anniversary of the Publication of The Origin of Species / edited by A. C. Seward (Project Gutenberg)